# ING 그룹

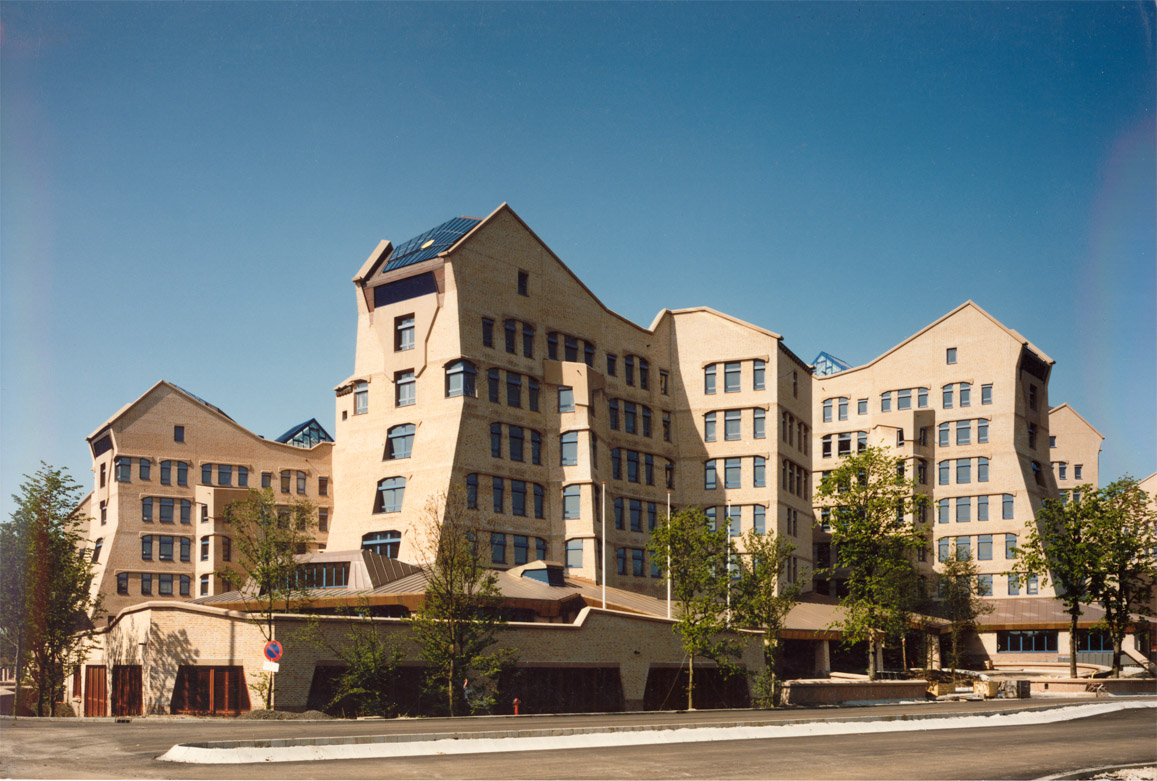

ING 그룹(ING Groep)은 네덜란드 암스테르담에 본사를 둔 다국적 금융그룹이다. 주 사업은 소매금융, 다이렉트금융, 기업금융, 투자금융, 자산관리, 보험 등이다. ING는 Internationale Nederlanden Groep의 약자이다.